# Római számírás

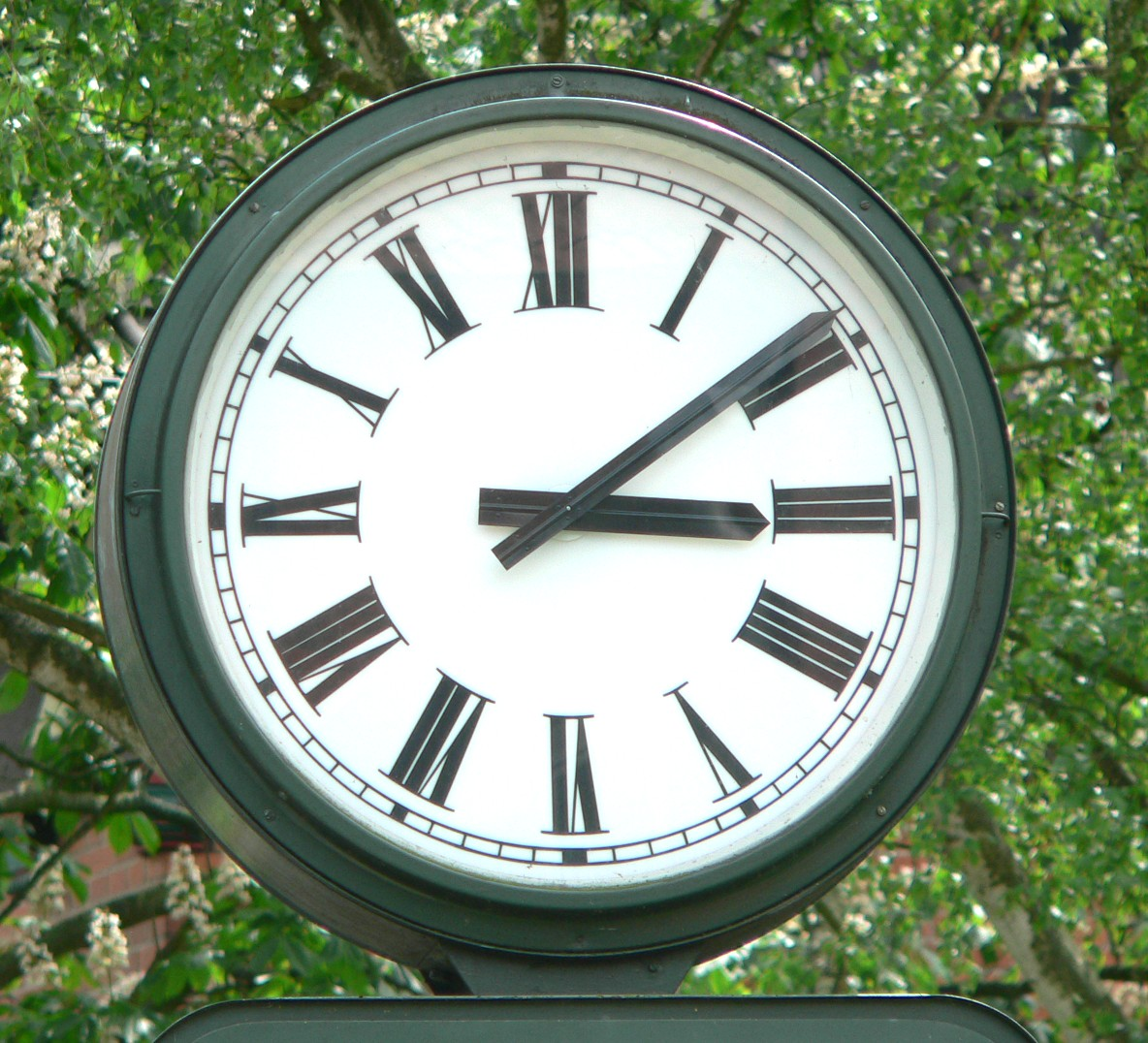
Római számokat tartalmazó óra, a négyes (IV) korábbi változatával

A római számírás az ókori Rómából származó alfabetikus számjelölési rendszer. A rendszer elve szerint néhány kiválasztott betűnek számértéket adnak, és ezek kombinációival írják le a számokat. A római számrendszer additív számábrázolási rendszer, amely azt jelenti, hogy egy szám értékét a jelek összevonásából lehet létrehozni. A felhasznált betűk a latin ábécéből származnak. Összesen hét betűt használnak:
- I = 1,
- V = 5,
- X = 10,
- L = 50,
- C = 100,
- D = 500,
- M = 1000.

A helyiértékek szerinti jelölés pedig a következő:
|   | Ezresek    | Százasok   | Tízesek   | Egyesek  |
| - | ---------- | ---------- | --------- | -------- |
| 1 | M (1000)   | C (100)    | X (10)    | I (1)    |
| 2 | MM (2000)  | CC (200)   | XX (20)   | II (2)   |
| 3 | MMM (3000) | CCC (300)  | XXX (30)  | III (3)  |
| 4 |            | CD (400)   | XL (40)   | IV (4)   |
| 5 |            | D (500)    | L (50)    | V (5)    |
| 6 |            | DC (600)   | LX (60)   | VI (6)   |
| 7 |            | DCC (700)  | LXX (70)  | VII (7)  |
| 8 |            | DCCC (800) | LXXX (80) | VIII (8) |
| 9 |            | CM (900)   | XC (90)   | IX (9)   |

Nagyobb számok helyes leírása a következő módon történik: először az ezresek, aztán a százasok, aztán a tízesek, végül az egyesek. Például:
1988 = 1000 + 900 + 80 + 8 = M + CM + LXXX + VIII = MCMLXXXVIII
A rövidítés nagy számoknál nem megengedett (nem kölcsönösen egyértelmű a megfeleltetése a számértékéhez), mégis használatos:
1998 = M + CM + XC + VIII = MCMXCVIII, de ehelyett használható az MIIM és az IIMM forma is.[forrás?]
Az I másik jellel együtt mint „kivonás” csak a V, illetve az X előtt állhat (tehát: IL ≠ 49, IC ≠ 99 stb.).
A római számokkal leírható legnagyobb szám, mely őrzi a jelölőrendszer szabályait a 3999, vagyis MMMCMXCIX. Ennek megfelelően a korai időszakban csak a fenti betűket használták, majd később a többszörözésre 4 ezer felett az I és egy fordított C szimbólumot „Ɔ” használtak. Később ezt megváltoztatták: egy vízszintes vonal a betű felett ezerszerest jelölt, a betű mindkét oldalán szereplő függőleges vonal pedig százszorost jelölt. Példák:
{\displaystyle {\overline {\text{I}}}=1000;\quad {\overline {\text{V}}}=5000;\quad |{\overline {\text{I}}}|=100\;000;\quad |{\overline {\text{V}}}|=500\;000}
Ugyanezt a felülvonást más értelemben is használták, ezzel jelezték, hogy az adott betű számként értelmezendő.
Az idők folyamán egyes számértékek jelölése eltérő lehetett. Így találhatunk 4 értékben IIII-t és IV-t is, hasonlóan 8 értékben VIII-t és IIX-et is – még furcsább eset a 99 jelölésére az XCIX helyett az IC –, előfordult, hogy ugyanabban a dokumentumban ugyanazokat a számértékeket más-más formában jegyezték le.
A római számokat a 14. században kezdte kiszorítani a ma használatos arab számírás. Napjainkban a római számok leginkább sorszámozásra, fejezetszámozásra, valamint uralkodók sorszámozására használatosak (például III. Károly, I. István). Ezen kívül általában régi épületeken az építés évét jelzik, valamint filmes produkciók végén a gyártási év jelölésére is gyakran római számokat használnak. Ezen kívül a világháborúk sorszámát is sokszor így jelölik (például a második világháborúnak elterjedt írásmódja a „II. világháború” alak) vagy az olimpiai játékok sorszámát is (például a 2012. évi nyári olimpiai játékok hivatalos neve XXX. nyári olimpiai játékok volt). Római számokkal jelölik Budapest kerületeit is (például Budapest VII. kerülete). Valamint a jogszabályokat is római számokkal jelölik (2025. évi CXXVII. törvény).
A „modern” római számok a következők:
| Római        | Hindu–arab    | Megjegyzés                                                                    |
| ------------ | ------------- | ----------------------------------------------------------------------------- |
| (nincs)      | 0             | Nem használták a nullát.                                                      |
| I            | 1             |                                                                               |
| II           | 2             |                                                                               |
| III          | 3             |                                                                               |
| IV           | 4             | A IIII-t órákon és kártyákon még használják.                                  |
| V            | 5             |                                                                               |
| VI           | 6             |                                                                               |
| VII          | 7             |                                                                               |
| VIII         | 8             |                                                                               |
| IX           | 9             |                                                                               |
| X            | 10            |                                                                               |
| XI           | 11            |                                                                               |
| XII          | 12            |                                                                               |
| XIII         | 13            |                                                                               |
| XIV          | 14            |                                                                               |
| XV           | 15            |                                                                               |
| XVI          | 16            |                                                                               |
| XVII         | 17            |                                                                               |
| XVIII        | 18            |                                                                               |
| XIX          | 19            |                                                                               |
| XX           | 20            |                                                                               |
| XXX          | 30            |                                                                               |
| XL           | 40            |                                                                               |
| L            | 50            |                                                                               |
| LX           | 60            |                                                                               |
| LXX          | 70            | A Septuaginta rövidítése                                                      |
| LXXX         | 80            |                                                                               |
| XC           | 90            |                                                                               |
| C            | 100           |                                                                               |
| CC           | 200           |                                                                               |
| CCXLVIII     | 248           |                                                                               |
| CCC          | 300           |                                                                               |
| CD           | 400           |                                                                               |
| D            | 500           |                                                                               |
| DC           | 600           |                                                                               |
| DCC          | 700           |                                                                               |
| DCCC         | 800           |                                                                               |
| DCCCXXXIX    | 839           |                                                                               |
| CM           | 900           |                                                                               |
| CMXI         | 911           |                                                                               |
| M            | 1000          |                                                                               |
| ⅭⅠƆ vagy ↀ   | 1000          | Egyesített C, I és fordított C, az M alternatívája.                           |
| ∞            | 1000          | Hasonlít a végtelen jelére, az M alternatívája.                               |
| MCXI         | 1111          |                                                                               |
| MCMXLV       | 1945          |                                                                               |
| MCMXCIX      | 1999          | Szabályosan nem lehet rövidíteni (MIM alakra): az I csak V és X előtt állhat. |
| MM           | 2000          |                                                                               |
| MMM          | 3000          |                                                                               |
| MMMCMXCIX    | 3999          |                                                                               |
| IƆƆ vagy ↁ   | 5000          | Két fordított C-vel.                                                          |
| ⅭⅭIƆƆ vagy ↂ | 10000         | CCI, aztán két fordított C                                                    |
| Ɔ            | Fordított 100 | fordított C, nagy számoknál C-vel és I-vel kombinálva.                        |

## Karakterkódolás
A római számokat legtöbbször az ASCII latin betűivel (I V X L C D M) írják le, a Unicode mégis rendelkezik speciális karakterekkel a római számjegyek írásához, ezek az U+2160...U+2183-as (tízes számrendszerben: 8544...8579) intervallumban helyezkednek el. Ez a sorozat lefedi mind a nagybetűs, mind a kisbetűs számjegyeket, valamint 12-ig a számkombinációkat.
A teljes karaktersor: Ⅰ Ⅱ Ⅲ Ⅳ Ⅴ Ⅵ Ⅶ Ⅷ Ⅸ Ⅹ Ⅺ Ⅻ Ⅼ Ⅽ Ⅾ Ⅿ ⅰ ⅱ ⅲ ⅳ ⅴ ⅵ ⅶ ⅷ ⅸ ⅹ ⅺ ⅻ ⅼ ⅽ ⅾ ⅿ ↀ ↁ ↂ Ↄ.
Egyesek szerint ezeket érdemes használni a római számjegyek írására. Így tehát a MCMLXXXVIII leírható ⅯⅭⅯⅬⅩⅩⅩⅧ-ként vagy ⅯⅭⅯⅬⅩⅩⅩⅤⅠⅠⅠ alakban. Viszont ezek a karakterek sok problémát okozhatnak, mert a megjelenítésükhöz speciális betűtípusok szükségesek, amik nem minden operációs rendszeren/szoftverben érhetőek el (például az Arial Unicode MS).

## Érdekesség
A reneszánsz idején általános volt, hogy a könyvek első oldalára egy latin szöveget helyeztek el, amelyben összeadva az I, V, X, L, C, D, M betűket, az eredmény a könyv kiadási dátuma lett.
Templomok és más épületek bejárata fölött is hasonlóan olvasható az építés évszáma. Az ilyen számot tartalmazó feliratokat kronogrammának nevezik.